# Cristoforo Borri
Pour les articles homonymes, voir Borri.
Cristoforo Borri, né en 1583 à Milan et mort le 24 mai 1632 à Rome, est un prêtre jésuite, mathématicien et astronome milanais.

## Biographie
Entré dans la Compagnie de Jésus en 1601, il est un des premiers missionnaires à pénétrer en Cochinchine. Il y reste cinq ans (1616-1621) et rentre ensuite en Europe où il devient professeur de mathématiques à Coimbra et à Lisbonne.
Il publie en italien, une Relation de son voyage, Rome, 1631, in-8, qui fut traduite, la même année, en français, par le P. Antoine de la Croix, Rennes, petit in-8° ; en latin, Vienne, 1633 ; et en anglais, par Robert Atsley, Londres, 1633, in-4°. Churchill inséra cette traduction dans le 2e volume de sa collection de voyages, mais il y ajouta une 2e partie. La relation de Borri n’est recherchée que parce qu’elle est la première que l’on ait de ce pays lointain : l’auteur y traite d’abord du climat et de la fertilité du pays, des animaux singuliers qui s’y trouvent, des éléphants, des abadas (c’est le nom portugais du rhinocéros), des mœurs et coutumes des habitants, et de leur état politique ; la 2e partie est entièrement consacrée à la relation des succès de la prédication de l’Évangile.
Les Jésuites le soupçonnant de les trahir ou de s'occuper de matières étrangères à sa profession, le rappelèrent à Rome, puis l'exclurent de l'ordre. Il mourut peu après et presque subitement (1632).